# Salarias ceramensis
Salarias ceramensis е вид бодлоперка от семейство Blenniidae. Видът не е застрашен от изчезване.

## Разпространение и местообитание
Разпространен е в Индонезия, Палау, Папуа Нова Гвинея, Соломонови острови и Филипини.
Обитава океани, морета, заливи, лагуни и рифове. Среща се на дълбочина от 1 до 10 m, при температура на водата от 28,3 до 28,8 °C и соленост 32 – 33,5 ‰.

## Описание
На дължина достигат до 15 cm.